# William Meikleham
William Meikleham, auch William M'Ilquham (* 1771 in Kilmarnock; † 7. Mai 1846) war ein schottischer theoretischer Physiker und Astronom und Hochschullehrer an der University of Glasgow.
Meikleham studierte an der Universität Glasgow mit dem Master-Abschluss (M.A.) 1792. Danach war er Rektor der Ayr Academy. Ab 1794 war er zeitweise Assistent des Professors für Naturphilosophie in Glasgow John Anderson und nach dessen Tod 1796 bei dessen Nachfolger James Brown, den er auch vertrat als dieser krank wurde. 1799 wurde er Regius Professor für Astronomie und 1803 als Nachfolger von Brown Professor für Naturphilosophie in Glasgow, was er bis zu seinem Tod blieb. Einer seiner Schüler war William Thomson, 1. Baron Kelvin. Während seiner Zeit war Glasgow eines der Zentren der Rezeption mathematischer Physik aus Frankreich in Großbritannien. Ab 1839 war er aufgrund von Krankheit zunehmend daran gehindert Vorlesungen zu halten.
Er war 1827 einer der Gründer des College Club der Universität, einer Vereinigung von Ehemaligen und Verbindung der Universität zur Geschäftswelt. Er war auch einer der Gründer der Royal Philosophical Society of Glasgow und ihr erster Präsident.
1799 erhielt er einen Ehrendoktor (L.L.D.) der Universität Glasgow.